# Big (песня Риты Оры, Давида Гетта и Imanbek)
«Big» — песня английской певицы Риты Оры, французского диджея Давида Гетта и казахского диджея Imanbek при участии американского рэпера Gunna из совместного мини-альбома Оры и Imanbek Bang. Авторами выступили исполнители, Eskeerdo, Эд Ширан, Маркус Ломакс, Майк Хокинс, Сэм Мартин, Тоби Грин и Уильям Спенсер Бастиан, последние четверо с диджеями выступили также продюсерами. Песня была выпущена 12 февраля 2021 года лейблами Atlantic и Warner, как ведущий сингл из мини-альбома. Песня жанров танцевальной музыки, EDM, электропопа, хип-хопа м хауса. Текст прославляет момент хорошего времяпровождения и воспоминания о сумасшедших ночах.
Песня получила похвалу от критиков за сотрудничество между артистами, музыку и звук, а также вокал Оры и Gunna. Песня достигла седьмого места в чартах Болгарии и попала в чарты Хорватии, Германии, Венгрии, Ирландии, Литвы, Швейцарии и Великобритании. Она достигла места в чарте Billboard Dance/Electronic Songs. Музыкальный видеоклип, съёмки которого проходили Болгарии вышел на YouTube. Он является данью уважения албанскому и казахскому наследию Оры и Imanbek, при этом Ора выступает в традиционной албанской одежде.

## Предыстория и композиция
Авторами выступили Ора, Гетта, Imanbek, Gunna (Серхио Китченс), Александр Изкьердо, Эд Ширан, Маркус Ломакс, Майк Хокинс, Сэм Мартин, Тоби Грин и Уильям Спенсер Бастиан, продюсерами — Гетта, Imanbek, Бастиан, Грин, Хокинс и Мартин. Обсуждая процесс создания песни, Ора упомянула: «Когда мы получили предложение Давида Гетты, нам понравилось. Напев был другим, мы чувствовали, что должны добавить к нему что-то большее. Я позвонила своему другу Эду Ширану за помощью […], и он написал новый хук менее чем за 15 минут».
Atlantic и Warner выпустили песню 12 февраля 2021 как ведущий сингл из совместного мини-альбома Оры и Imanbek Bang. Песня сочетает в себе элементы танцевальной музыки, EDM, электропопа, хип-хопа и хауса, текст возрождает «воспоминания о диких ночах среди подруг» и радости моменту «хорошо провести время под гимническую музыку». Она подчеркивает своё волнение от хорошего времени, поя такие фразы, как: «You gon’ know about it when we come through/ Bad bitches coming in twos/ Ain’t nobody tellin’ what we gon’ do/ The way we run through, yeah, yeah». В сопровождении ad libitum из Gunna, Ора начинает первый куплет над тёмным и стучащей музыкой Гетта и Imanbek. Следуя припеву, Gunna можно услышать на заднем плане, а Ора поёт второй куплет. Gunna осуществляет рэп-выступление с его подписью мамбл-рэпа в третьем куплете.

## Восприятие
Песня получила признание от критиков. Кэти Бейн из Billboard охарактеризовал песню как «танцпол нашего разума». Она подчеркнула совместные усилия артистов, комментируя, что «мы хотели бы, чтобы это было дольше, чем две минуты и 37 секунд». Джек Уайт из Official Charts Company назвал это «роскошным гимном вечеринки и уверенным наполнителем» и похвалил сотрудничество, а также вокальные выступления Оры и Gunna. Янник Песенакер из Dance-Charts похвалил сотрудничество за предоставление «сильной радиопесни», особо похвалив гармонию между музыкой и вокалом Оры и Gunna. Sonia из NRJ отметила это как «хит […] с хорошим темпом», в сотрудники Kiss FM рассматривали песню как «музыкальное заявление […], которое, безусловно, заслуживает своего названия». Нассим Азики из Fun Radio назвал песню «хорошим винтажом» и ответил, что «поп-сторона [Оры] в сочетании с электро [Гетта] отлично работает».. Обозревая Bang, Фаррелл Суини из Dancing Astronaut похвалил песню за то, что она хвасталась «тяжёлым составом» и считал её «претендентом на любимое радио проекта». Кэмерон Санкель из EDM.com утверждал, что коллекция не разочаровывает, добавив, что «[песня] стремится сделать решительное заявление с яркими текстами и еще более гладкой клубной басовой линией». Сара Элизабет Недергаард из Gaffa высказал мнение, что песня «неплохая», но указал, что фирменное звучание Гетта «никогда не меняется» и «может немного надоесть».
Песня достигла седьмого места в Болгарии, 15-го в Венгрии 21-го в Хорватии, 53-го в Ирландии и Великобритании, 68-го в Швейцарии, 82-го места в Литве и 95-го в Германии. Песня также достигла 11-го места в чарте Billboard Dance/Electronic Songs и 154-го в чарте Global Excl. US. Далее она получила радиоротации в Содружестве Независимых Государств и России, а также вошла в топ-50 в рейтинге радиоротации Финляндии и Мексики.

## Музыкальный клип
Музыкальный клип вышел 12 февраля 2201 года вышел на YouTube-канале Гетта, он является данью уважения албанских Корней Оры и казахских корней Imanbek. Съёмки проходили на горе Бузлуджа и городах Перник и София в Болгарии. В состав производственной команды вошли Александра Драгова, Бекки Хикс, Эвелин Малезанова и Коста Каракашян. Традиционная албанская одежда, которую она надела, была создана косовско-албанским дизайнером Вальдрином Сахити, которая была направлена на демонстрацию албанского этнографического стиля, как и задумано Орой. Планируя создать визуально отличительный «фэнтезийный фильм в стране чудес», певица описала клип как самый требовательный и вдохновляющий в её карьере. Она заявила, что «было так удивительно иметь возможность смешать все эти культуры и придумать работу, которая является собственным миром».
Клип начинается с фотосъёмки с воздуха, запечатлевающей транспорт, перевозящий группу людей, что приводит к сольному выступлению Оры на трубопроводе, расположенном в квартале жилых зданий. Затем вид переходит к Оре внутри автомобиля, с камерой, направленной на её красные сапоги, украшенные албанским флагом. Далее следует сцена с людьми, одетых в белую одежду, верхом на чёрных лошадях по туманному полю. Затем показан Ора, танцующая перед зеркалом среди красочной розово-фиолетовой оправы. Затем появляется Gunna, выступая с заднего сиденья дымчато-серого автомобиля. Дальнейшие перемежающиеся кадры изображают Ору в сопровождении труппы танцоров, исполняющих песню на конвейере. Клип продолжительностью две минуты и 55 секунд заканчивается тем, что она едет на лошади, чтобы добраться до замёрзшей крепости.
Селена Морале из Los 40 подчеркнула красочные и объёмные костюмы в видео, которые, по её словам, создают контраст на фоне серой и индустриальной обстановки. Далее она объяснила, что «это, несомненно, аналогия с тем, что семья Оры, должно быть, пережила переезд в Англию: природа вашего места происхождения, в отличие от мира цемента, после прибытия в пригород большого города». Sonia из NRJ прокомментировала, что клип «идеально соответствует климату момента».. Сотрудники Kiss FM заявили, что он представляет собой столкновение «фэнтези и реальности».

## Чарты
| Чарт (2021)                                        | Высшая позиция |
| -------------------------------------------------- | -------------- |
| Болгария Bulgaria Airplay (PROPHON)                | 7              |
| Хорватия Croatia International Airplay (Top lista) | 21             |
| Финляндия (Radiosoittolista Airplay)               | 45             |
| Германия (GfK)                                     | 95             |
| Мир Global Excl. US (Billboard)                    | 154            |
| Венгрия (Dance Top 40)                             | 21             |
| Венгрия (Rádiós Top 40)                            | 15             |
| Ирландия Ireland (IRMA)                            | 53             |
| Литва Lithuania (AGATA)                            | 82             |
| Мексика Mexico Ingles Airplay (Billboard)          | 22             |
| Новая Зеландия New Zealand Hot Singles (RMNZ)      | 16             |
| Швейцария (Schweizer Hitparade)                    | 68             |
| Великобритания (OCC UK Singles)                    | 53             |
| США (Billboard Hot Dance/Electronic Songs)         | 11             |

| Чарт (2021)                                | Позиция |
| ------------------------------------------ | ------- |
| Венгрия (Dance Top 100)                    | 100     |
| Венгрия (Rádiós Top 100)                   | 99      |
| США Hot Dance/Electronic Songs (Billboard) | 62      |

## История релиза
| Регион | Дата            | Формат(ы)                    | Лейбл(ы)        | Примечания   |
| ------ | --------------- | ---------------------------- | --------------- | ------------ |
| Разные | 12 февраля 2021 | Цифровое скачивание стриминг | Atlantic Warner | [ 3 ] [ 43 ] |